# ويليام كي. ميد
ويليام كي. ميد هو سياسي أمريكي، ولد في 21 سبتمبر 1851، وتوفي في 14 مارس 1918. نشط حزبياً في الحزب الديمقراطي.